# Miquel Ferrando i Artells
Miquel Ferrando i Artells   (Barcelona, 24 de març de 1922 - Barcelona, 5 de novembre de 1964) fou un futbolista català de la dècada de 1940.
Fou jugador de l'equip amateur del RCD Espanyol. La temporada 1941-42 va jugar amb el primer equip un únic partit de lliga a primera divisió. Posteriorment fou jugador de Gimnàstic de Tarragona, UE Sants, CE Cervera, CD Batlló, UE Poble Sec, Olímpic de La Garriga i CF Torelló.